# Estrennes
Estrennes är en kommun i departementet Vosges i regionen Grand Est (tidigare regionen Lorraine) i nordöstra Frankrike. Kommunen ligger i kantonen Vittel som tillhör arrondissementet Neufchâteau. År 2022 hade Estrennes 106 invånare.

## Befolkningsutveckling
Antalet invånare i kommunen Estrennes
| Referens: INSEE |